# الن مک‌آرتور
الن مک‌آرتور (زاده ۱۹۷۶) دریانورد انگلیسی است. او در سال ۲۰۰۵ رکورد دریانوردی بی‌توقف انفرادی دور دنیا با قایق بادبانی را شکست و به لقب دیم (بانو) مفتخر شد. در سال ۲۰۰۸ نیکلا سارکوزی نشان لژیون دونور را به او اهدا کرد.